# Sebo
Il sebo è una miscela di diversi lipidi secreta dalle ghiandole sebacee sulla pelle di quasi tutti i mammiferi. Non si trova nelle specie acquatiche (cetatei, focacee ecc.) e semiacquatiche (ippopotami). La sua composizione varia tra le diverse specie ed anche all'interno della stessa specie. Nell'uomo ci sono variazioni genetiche sia soggettive sia di contesto ambientale o etnico. Il sebo asiatico ha in media una composizione leggermente diversa da quello europeo, così come il sebo di popolazioni normalmente residenti in climi molto freddi oltre ad essere più abbondante è leggermente diverso da quello di chi risiede in climi caldi o molto caldi. Non è facile analizzarne la composizione perché quando arriva alla superficie cutanea si mescola subito a detriti cellulari, grassi di origine delle cellule epidermiche di sfaldamento e alla secrezione sudorale. Per studiarlo “puro” è necessario ricorrere a tecniche complesse talora su prelievi cutanei.
Il sebo, con il complesso sistema dei lipidi cutanei, ha tre funzioni principali:
- contribuisce, con il sudore, alla formazione del film idro-lipidico di superficie (un'emulsione di acqua in olio che protegge la superficie cutanea dalle aggressioni chimiche come detergenti, solventi, inchiostri, ecc.) e batteriche ed in particolare controllare la perdita di acqua dall'epidermide (trans epidermal water loss: TEWL) e conseguentemente è un importante fattore di idratazione e termoregolazione;
- lubrifica la superficie esterna della pelle;
- determina l'odore della pelle, anche se questa funzione è stata evolutivamente ridimensionata nell'uomo.[1]

Tecnicamente il sebo è solo il sebo nativo, quello che viene prodotto dalle ghiandole sebacee ed eventualmente soggetto a parziale idrolisi all'interno del dotto, mentre quello superficiale che troviamo sulla pelle e costituisce il film idrolipidico è un complesso di sebo nativo e lipidi prodotti nella naturale “dissoluzione” dello strato corneo. 
Oltre al sebo umano solo il sebo ovino, chiamato lanolina, è stato studiato approfonditamente considerando l'ampio utilizzo industriale della sostanza.

## Composizione del sebo umano
La composizione del sebo nativo e superficiale, quest'ultimo più correttamente definito “lipidi epidermici”, differiscono notevolmente .
La composizione dei lipidi comprende i seguenti elementi;
| Lipidi del                | Sebo a % | Epidermide % |
| Gliceridi                 | 45       | 30–35        |
| Acidi grassi liberi – FFA | 10       | 8–16         |
| Monoesteri cerosi         | 26       | -            |
| Squalene                  | 15       | -            |
| Esteri Colesterolo        | 4        | 15–20        |
| Colesterolo               | 2        | 20–25        |
| a= valori medi            |          |              |

Le concentrazioni dei lipidi che compongono il sebo sono in realtà variabili anche in funzione dell'area in cui si trovano le ghiandole sebacee, ad esempio nell'orecchio aumentano le componenti cerose.
Il sebo umano, come è sintetizzato nella ghiandola, è tipicamente composto da:
| Classe lipidica       | intervallo,% (p/p) |
| Trigliceridi          | 20–60              |
| Monoesteri cerosi     | 23-30              |
| Squalene              | 10-20              |
| Acidi grassi liberi   | 5–40               |
| Esteri di colesterolo | 1–6                |
| Colesterolo e steroli | 1–3                |
| Digliceridi           | 1–2                |

La piccola percentuale di colesterolo libero e di esteri del colesterolo si pensa sia derivata dal colesterolo della membrana plasmatica basale sebo-leucocitaria. I sebociti non esprimono gli enzimi necessari alla biosintesi del colesterolo “fermandosi” nella produzione di un suo precursore: lo squalene. Questa miscela di lipidi sebacei è quasi-liquida alle temperature corporee e della pelle.
Può così scorrere fuori dai dotti e diffondersi sopra la superficie della pelle. I trigliceridi subiscono idrolisi almeno parzialmente e si producono gli acidi grassi liberi.
Piccole proporzioni di 1,2-digliceridi e 1,3-digliceridi sono prodotte anche attraverso l'azione della lipasi. Le esterasi, cioè gli enzimi, responsabili dell'idrolisi dei trigliceridi sebacei sono di origine batterica e probabilmente anche di origine epidermica. Tra gli acidi grassi liberi rilasciati dai trigliceridi sebacei l'acido laurico (12:0) e acido sapienico (16:1Δ6c) hanno anche un'azione antimicrobica. L'acido sapienico è un acido grasso caratteristico, particolarmente abbondante nel sebo umano.
Questi due acidi grassi hanno potenti proprietà antimicrobiche, soprattutto contro i batteri Gram-positivi e sono probabilmente fattori determinanti nella naturale difesa antimicrobica oltre che nel sistema immunitario. Alcune analisi hanno individuato degli alcani ma la datazione al carbonio ha attribuito a questo materiale un'origine petrolifera. Non è stato determinato a che livello avviene la contaminazione del sebo analizzato con alcani petroliferi. Oltre ai lipidi sebacei sintetizzati nella ghiandola sebacea sono stati individuati alcuni antiossidanti: la vitamina E e il coenzima Q10. La secrezione di sebo sembra essere la via principale per la diffusione di questi antiossidanti alla superficie della pelle. Questo può essere di particolare importanza per la difesa contro le specie reattive dell'ossigeno e la protezione degli acilceramidi contenenti polinsaturi come il linoleato nello strato corneo.
Gli acidi grassi più importanti nel sebo umano hanno una lunghezza da 12 a 20 atomi di carbonio. La maggioranza sono catene di 16 e 18 atomi di carbonio. L'acido sapienico, un caratteristico 16:1Δ6c, è l'acido grasso più abbondante nel sebo umano. Il sebaleico 18:2Δ5c,8c è prodotto dal 16:1Δ6c dopo l'allungamento enzimatico della catena .
Anche le trasformazioni degli acidi grassi del sebo paiono essere legate a più passaggi, con l'azione consecutiva di elongasi (enzimi che allungano la catena idrocarbonica- alchilica) e desaturasi (enzimi che creano un doppio legame in una specifica posizione). Una caratteristica insolita del sebo umano è la presenza di acidi grassi ramificati. Questi includono catene sature iso e ante-isomethyl ramificate, ma anche varie altre catene multi-metil ramificate. Il modello di ramificazione metilico di acidi grassi saturi varia fra da individuo a individuo, ma è invariante nel tempo nella stessa persona. Questo fa sospettare che concentrazione e distribuzione delle catene grasse ramificate sia regolata dalla genetica dell'individuo.
Gli acidi grassi saturi e monoinsaturi sono predominanti. Tra gli acidi grassi degli esteri cerosi, il rapporto tra acidi grassi saturi e monoinsaturi è circa 40:60; invece nei trigliceridi e negli esteri del colesterolo questo rapporto è 65:35 e 70:30. Il rapporto tra saturi e insaturi, oltre che tra catene lunghe e corte, è determinante per la viscosità e scorrevolezza del sebo, quindi è fattore determinante anche nella comedogenesi. Gli acidi grassi includono l'acido linoleico (18:2Δ9c,12c), derivato dalla dieta e il caratteristico sebaleico (18:2Δ5c,8c), che è sintetizzato nella ghiandola. La proporzione di 18:2Δ9c,12c rispetto al 18:2Δ5c,8c cala in caso di acne.

## Comparazione col sebo di altri mammiferi
Con poche eccezioni,  mammiferi acquatici e alcuni semiacquatici, praticamente tutti i mammiferi producono sebo. Negli animali è praticamente impossibile ottenere sebo nativo, incontaminato.  Anche negli studi sull'estratto lipidico di ghiandole sebacee isolate esiste la possibilità di contaminazione da lipidi epidermici.
All'interno delle famiglie Canidae, Bovidae ed Equidae, c'è molta somiglianza nella composizione dei lipidi superficiali tra le specie. In altre famiglie, tra cui Procyonidae, Sciuridae e Mustelidae, ci sono notevoli differenze anche tra specie affini.
Confrontando la composizione dei lipidi superficiali di cavallo, mucca, pecora, capra, maiale, cane, gatto, babbuino, scimpanzé, ratto, topo, criceto, coniglio, cavia,  rispetto a quelli umani si evidenzia che i lipidi superficiali dell'uomo sono unici tra gli animali in diversi modi:
- Solo l'uomo produce un sebo costituito prevalentemente da trigliceridi e dai loro prodotti di degradazione, cioè di- e monogliceridi e acidi grassi liberi. Nel sebo umano la frazione saponificabile è più del doppio di quella insaponificabile quando negli animali sono praticamente uguali.
- Il principale acido grasso del sebo umano è l'acido sapienico assente nelle altre specie.
- Uno dei principali costituenti insaponificabili del sebo umano, lo squalene,  si ritrova raramente e solo in tracce nel sebo di altri mammiferi.
- Nei lipidi superficiali dell'uomo si trovano piccole quantità di esteri di steroli ma quantità rilevanti di monoesteri di cera, mentre negli animali è vero il contrario
- Nel sebo della maggior parte degli animali si trovano in quantità rilevanti diesteri cerosi, praticamente assenti nel sebo umano.